# Ignacy Krański
Ignacy Krański vel Ignacy Landau (ur. 20 lipca 1884 Tarnopolu, zm. 7 czerwca 1946 w Aleksandrii) – podpułkownik saperów Wojska Polskiego i Polskich Sił Zbrojnych, kawaler Orderu Virtuti Militari.

## Życiorys
Urodził się 20 lipca 1884 roku w Tarnopolu, w rodzinie Michała. Był oficerem cesarskiej i królewskiej armii.
Z dniem 13 lutego 1919 roku został przyjęty do Wojska Polskiego. 25 listopada 1922 roku został zatwierdzony na stanowisku dowódcy VI batalionu saperów w Krakowie. Z dniem 1 września 1923 roku został przeniesiony do 4 pułku saperów w Sandomierzu na stanowisko zastępcy dowódcy pułku. 11 stycznia 1924 roku został odkomenderowany do Doświadczalnego Centrum Wyszkolenia w Rembertowie na stanowisko wykładowcy inżynierii i saperów. 17 sierpnia 1926 roku został ukarany przez dowódcę Okręgu Korpusu Nr I karą nagany za przedstawienie raportu zawierającego krytykę zarządzeń komendanta garnizonu.
W 1927 roku został przeniesiony do 3 pułku saperów na stanowisko dowódcy pułku. Po reorganizacji Wojsk Saperskich w 1929 roku został dowódcą 3 batalionu saperów w Wilnie.
Z dniem 19 października 1931 został przydzielony na dwutygodniowy kurs informacyjno–gazowy w Szkole Gazowej. Z dniem 31 lipca 1932 został przeniesiony w stan spoczynku.
W 1934 roku pozostawał w ewidencji Powiatowej Komendy Uzupełnień Warszawa Miasto III z przydziałem mobilizacyjnym do Oficerskiej Kadry Okręgowej Nr I. Był wówczas „przewidziany do użycia w czasie wojny”.
W 1939 roku dostał się do niewoli radzieckiej i został osadzony w obozie NKWD w Griazowcu . Następnie służył w Rezerwie Oficerów Armii Polskiej na Wschodzie. Zmarł 7 czerwca 1946, został pochowany na brytyjskim cmentarzu wojennym w Hadra – dzielnicy Aleksandrii (ang. Alexandria-Hadra War and Memorial Cemetery), kwatera VI F/16.

## Awanse
- porucznik – ze starszeństwem z dniem 1 sierpnia 1917[14]
- major – 1921[15][16]
- podpułkownik – 1924 ze starszeństwem z dniem 15 sierpnia 1924 roku i 2. lokatą[17]

## Ordery i odznaczenia
- Krzyż Srebrny Orderu Wojskowego Virtuti Militari nr 8179 (4 sierpnia 1922)[18]
- Krzyż Walecznych (1920 rozkazem dowódcy 6 Dywizji Piechoty)[19]
- Złoty Krzyż Zasługi (26 lutego 1932)[20]